# Tony Hawk’s American Sk8land
Tony Hawk American Sk8land – pierwsza gra z serii gier Tony Hawk, która wydana została na platformę Nintendo DS i szóstą grą z tej serii na Game Boy Advance. Została wydana 15 listopada (USA), 18 listopada (Europa) 2005 roku.